# Marcat a foc
Marcat a foc (títol original en anglès: Branded) és una pel·lícula estatunidenca dirigida per Rudolph Maté estrenada el 1950. Ha estat doblada al català.

## Argument
Des de fa vint-i-cinc anys, el fill d'un ric criador de bestiar, Lavery (Charles Bickford), està desaparegut. Ara bé heus aquí que apareix Choya (Alan Ladd), un vaquer que accidentalment, però voluntàriament en realitat, ja que és un estafador enviat per T. Jefferson Leffingwell (Robert Keith) per apropiar-se del domini dels Lavery, deixa veure al seu patró un tatuatge que testifica que és el seu fill desaparegut. No demanant més que creure que han trobat el seu noi desaparegut, ara adult, l'acullen amb els braços oberts i Choya troba en aquesta família el que mai no ha conegut: el reconeixement, l'afecte i encara més quan s'enamora de la seva filla (Mona Freeman). Això complica molt la situació, ja que ha d'administrar els seus sentiments envers Ruth per interpretar el paper del germà que pateix les pressions de Leffingwell que s'enfada. Fastiguejat i sobrepassat pels papers que ha de mantenir, en una guia de bestiar a El Paso, revela la seva verdadera identitat a Ruth. La noia està furiosa i els seus pares s'enfonsen.

Per redimir-se d'haver causat tanta pena, per merèixer la reciprocitat dels sentiments de la que estima, decideix portar el verdader fill a la seva família. No és fàcil, ja que el nen s'ha convertit en un home de trenta anys, Tonio, que viu a Mèxic amb algú bastant temible que no està decidit a deixar-lo marxar. Finalment Choya travessa el Rio Grande.== Repartiment ==
| - Alan Ladd: Choya - Mona Freeman: Ruth Lavery - Charles Bickford: Mr Lavery - Peter Hansen: Tonio - Selena Royle: Mrs Lavery - Carl Andre: - Salvator Baguez: Roberto - John Berkes: Tattoo - Dick Botiller - John Butler: Spig - Joseph Calleia: Rubriz - Edward Clark: Dad Travis - Carlos Conde - James Cornell - Joe Dominguez - Jimmie Dundee: Link - Sam Finn - Martin Garralaga: Hernandez - Ralph Gomez | - Len Hendry - Jerry James - Robert Keith: T. Jefferson Leffingwell - Bob Kortman: Hank - Pat Lane: Jake - George J. Lewis: Andy - Frank McCarroll - Julia Montoya: l'esposa de Joe - Edward Peil Sr.: Tully - Pépito Pérez - Jack Roberts - Russel Saunders: - Olan Soule: un empleat de banca - Milburn Stone: Dawson - Tom Tully: Ransom - Felipe Turich - Natividad Vacio - Guz Zanette |

## Al voltant de la pel·lícula
Els exteriors han estat rodats als Estats Units: a Arizona i al Kanab Canyon (Utah).